# 四萼猕猴桃
四萼猕猴桃（学名：Actinidia tetramera）是猕猴桃科猕猴桃属的植物，为中国的特有植物。分布在中国大陆的陕西、湖北、河南、甘肃、四川等地，生长于海拔1,100米至2,700米的地区，一般生于山地丛林近水处。

## 变种
- 巴东猕猴桃（学名：Actinidia tetramera var. badongensis）为猕猴桃科猕猴桃属四萼猕猴桃的变种。分布在中国大陆的湖北等地，生长于海拔2,300米至2,400米的地区，多生长于山地杂木林中。